# 141 Люмен
141 Люмен (141 Lumen) — астероїд головного поясу, відкритий 13 січня 1875 року.